# Liparis siamensis
Liparis siamensis är en orkidéart som beskrevs av Robert Allen Rolfe och Dorothy Downie. Liparis siamensis ingår i släktet gulyxnen, och familjen orkidéer. Inga underarter finns listade i Catalogue of Life.